# Streptopelia bitorquata
Streptopelia bitorquata là một loài chim trong họ Bồ câu.
Loài này có phạm vi phán bố không liên tục ở Philippines và hiện diện khắp Indonesia, từ Java qua Timor nhưng không hiện diện ở Borneo và Sulawesi. Loài bồ câu này được du nhập vào Guam và quần đảo Bắc Mariana.